# Dorfkreuz Großenschwand
Das Dorfkreuz Großenschwand ist ein gelistetes Baudenkmal im Gemeindeteil Großenschwand der Gemeinde Tännesberg in der Oberpfalz.
Das Holzkruzifix mit Schmerzensmutter und farbig gefassten Figuren stammt wohl aus dem 19. Jahrhundert.
Das Denkmal mit der Aktennummer D-3-74-159-30 befindet sich an der dem Dorf zugewandten Ostseite der Dorfkapelle auf dem Flurstück 44/1 der Gemarkung Großenschwand. Die Kapelle am westlichen Rand des Dorfangers wurde wohl im Laufe des 19. Jahrhunderts errichtet. Der kleine Satteldachbau mit Dachreiter und Zwiebelhaube verfügt über zwei Fensterachsen.